# Emesis russula
Emesis russula är en fjärilsart som beskrevs av Hans Ferdinand Emil Julius Stichel 1910. Emesis russula ingår i släktet Emesis och familjen Riodinidae. Inga underarter finns listade i Catalogue of Life.